# Stanislav Lobotka
Stanislav Lobotka (Messina, 1994. november 25. –) szlovák válogatott labdarúgó, posztja szerint középső középpályás, az olasz Napoli játékosa. Korábban szerepelt spanyol RC Celta de Vigo, a dán FC Nordsjælland csapatában, megfordult az AFC Ajax akadémiáján, hazájában pedig a FK AS Trenčínt képviselte.

## Pályafutása

### Klubcsapatokban

#### Trenčín
Lobotka 2012. március 4-én debütált a szlovák bajnokságban a Dukla Banská Bystrica ellen. A trencséni csapatban összesen 76 mérkőzésen lépett pályára, ezeken 3 gólt szerzett.

#### Jong Ajax (kölcsönben)
A szlovák labdarúgó 2013. június 30-án került az Ajax akadémiájára. Egy évre kölcsönbe került a holland klubhoz. Az első mérkőzését 2013. július 13-án játszotta az RKC Waalwijk elleni barátságos találkozón. A 60. percben Christian Eriksen cseréjeként mutatkozott be.

#### Nordsjælland
2015 augusztusában igazolt el Hollandiából és nem sokkal a nyári átigazolási időszak zárása előtt aláírt a dán FC Nordsjælland csapatához. Augusztus 30-án debütált a Brøndby ellen. Alapember volt a középpályán, az első idényében pedig egy kivételével az összes mérkőzésen játszott. A kiírás végeztével "Az év játékosának" választották meg az FCN Awards-on. Ezt az elismerést a második szezonjában is kiérdemelte.

#### Celta Vigo
2017. július 15-én öt évre csatlakozott a spanyol Celta Vigohoz. Augusztus 19-én a La Liga első fordulójában mutatkozott be a klub mezében csereként a Real Sociedad ellen 2–3-ra elvesztett otthoni meccsen. 2019. június 3-án elismerte, hogy a Celta sikertelenségei miatt is nyitott az átigazolásra, és olyan csapatot szeretne erősíteni, amely a következő szezonban európai topversenyeken szerepel. Több sportújság írt több spanyol és német egyesület érdeklődéséről.

#### Napoli
2020. január 15-én az olasz Napoli csapatához szerződött 2024-ig, 24 millió eurós vételi díj ellenében. Három nappal később már bekerült a keretbe a Fiorentina elleni bajnokin, azonban nem kapott lehetőséget. Első találkozójára január 21-én került sor kezdőként a Lazio elleni 1–0-ra nyert kupameccsen. Január 26-án debütált a Serie A-ban a tabellát vezető Juventus ellen, ahol Diego Demme cseréjeként lépett pályára. A Napoli Bajnokok Ligája keretébe is regisztrálták, így ott lehetett az FC Barcelona elleni visszavágón augusztus 8-án. A szünetben jött fel a pályára csereként.

### A válogatottban
Lobotka többszörös szlovák utánpótlás válogatott, már az U18-as együttesben is szerepelt. 2016 novemberében kapott először meghívót a szlovák felnőtt nemzeti csapatba a Litvánia és az Ausztria elleni mérkőzésekre. Utóbbi barátságos találkozón, 2016. november 15-én mutatkozott be több honfitársával együtt.
Ezt követően több tétmérkőzésre is behívták, de 2017. szeptember 1-jéig várnia kellett az élesben való debütálásra. Ekkor a 2018-as világbajnoki selejtezőn kapott lehetőséget Szlovénia ellen. Ezenkívül az U21-es Európa-bajnokságra is beválogatták. Alig három nappal a torna után, 2017. szeptember 4-én megszerezte első válogatott gólját a felnőttek között, amivel ő lett az első szlovák labdarúgó, aki gólt szerzett a Wembley Stadionban, Anglia elleni selejtezőn.

## Statisztikái

### A válogatottban
2024. június 30-án frissítve.
| Nemzet    | Év       | Mérkőzés | Gól |
| --------- | -------- | -------- | --- |
| Szlovákia | 2016     | 1        | 0   |
| Szlovákia | 2017     | 6        | 2   |
| Szlovákia | 2018     | 7        | 0   |
| Szlovákia | 2019     | 8        | 1   |
| Szlovákia | 2020     | 5        | 0   |
| Szlovákia | 2021     | 7        | 0   |
| Szlovákia | 2022     | 9        | 0   |
| Szlovákia | 2023     | 9        | 1   |
| Szlovákia | 2024     | 7        | 0   |
| Összesen  | Összesen | 59       | 4   |

## Sikerei, díjai

### Klubcsapatokban
Trenčín
- Szlovák bajnok: 2014–15
- Szlovák kupa: 2014–15

Napoli
- Olasz bajnok: 2022–23
- Olasz kupa: 2019–20

### A válogatottban
Szlovákia
- Király-kupa: 2018[33]